# Brňany (zámek)
Brňany jsou zámek ve stejnojmenné vesnici v okrese Litoměřice. Od roku 1964 je chráněn jako kulturní památka.

## Historie
První písemná zmínka o Brňanech pochází z roku 1057. Nachází se v zakládací listině litoměřické kapituly, ale později vesnici získal doksanský klášter, který se v jejím držení střídal se šlechtickými majiteli. Po zrušení kláštera v roce 1782 Brňany převzal do správy Náboženský fond. Od fondu je koupil Jakub Wimmer, který se podílel na výstavbě terezínské pevnosti a který si ve vesnici nechal postavit poblíž levého břehu řeky Ohře pozdně barokní zámek. V roce 1804 od něj panství koupil Jan Antonín Lexa z Aehrenthalu, v jehož rodině zámek zůstal až do roku 1918. Soukromým majitelům patřil až do roku 1948, kdy se stal majetkem československého státu.

## Stavební podoba
Jednopatrový zámek má mansardovou střechu. Před severní průčelí mírně přestupuje osový rizalit se zazděným portálem a trojúhelníkovým štítem. K východní části byla později připojena secesní přístavba.